# エンコドゥス
エンコドゥス（学名：Enchodus）またはエンコダスは、白亜紀から古第三紀にかけて世界中に生息していたヒメ目の魚類。属名はギリシア語のἔγχος enchos（槍の意）とὀδούς odoús （歯の意）の合成語。サーベルのような長大な牙を持つ。